# Michael Eitan

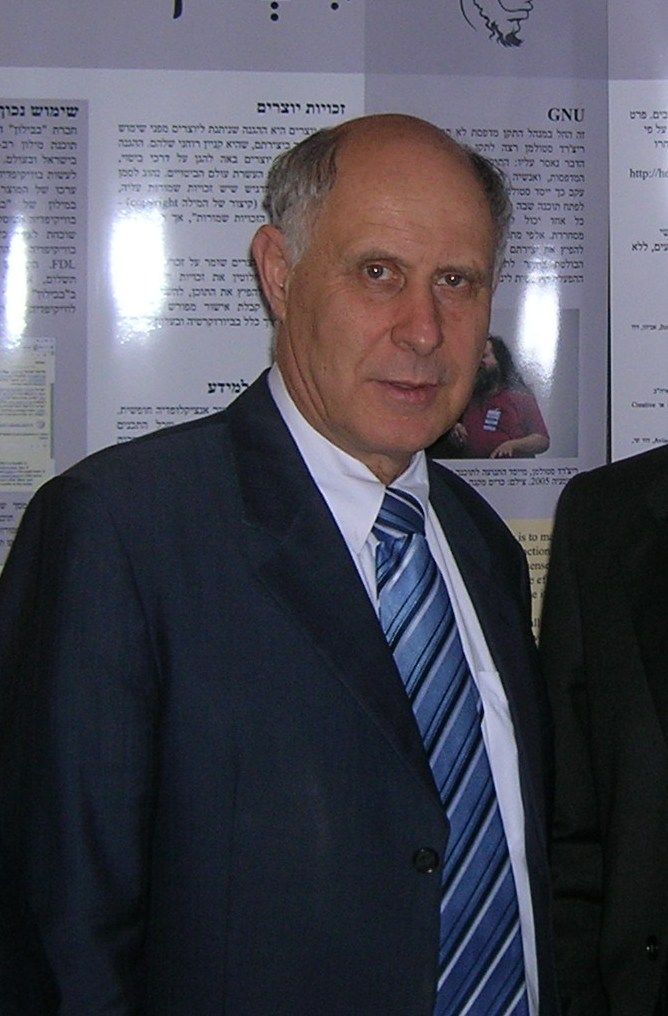
Michael Eitan, 2008

Michael Eitan (hebräisch מיכאל איתן‎; * 6. März 1944 in Tel Aviv, Völkerbundsmandat für Palästina; gestorben am 8. November 2024) war ein israelischer Politiker (Cherut, Likud).

## Beschreibung
Eitan stammte von der in Palästina eingewanderten jüdischen Unternehmerfamilie Hirschsprung aus Polen ab. Nach seinem Schulabschluss an der Städtischen Hochschule in Tel Aviv diente er ab 1963 bei den israelischen Streitkräften, zuletzt im Range eines Unteroffiziers. Nach seinem aktiven Wehrdienst studierte er Rechtswissenschaften an der Universität Tel Aviv. Seine politische Karriere begann zunächst bei der Cherut-Partei.
Eitan war von 1984 bis 2013 Mitglied der Knesset als Abgeordneter des Likud. Er war Minister für Wissenschaft und Technologie von Juli 1997 bis Juli 1998 und zuständiger Minister für die Verbesserung des Öffentlichen Dienstes von 2009 bis 2013. Neben Benjamin Ben Eliezer galt Eitan als einer der Abgeordneten, die am längsten im Dienste waren, und wurde daher auch zeitweiliger „Knessetsprecher“ für die folgenden Wahlen im Jahre 2009. Er wohnte in der Stadt Kokhav Ya'ir und war zugleich Begründer dieser Siedlung.